# 星叶草科
星叶草科（學名：Circaeasteraceae），又名星叶科，只有1属1种，生长在喜马拉雅山西北部至中国的西部。
本科植物为一年生草本；植株矮小，叶倒卵形，簇生，生长在茎的顶部；花两性，辐射对称，花萼2，花瓣缺，单生于叶腋内；果实为瘦果，有钩毛。
1998年根据基因亲缘关系分类的APG 分类法认为本科可以选择性地和独叶草科合并。